# Sajrus Makormik
Sajrus Hol Makormik (15. februar 1809 – 13. maj 1884) bio je američki izumitelj i biznismen koji je osnovao preduzeće McCormick Harvesting Machine, koje je kasnije postalo deo Internašonal Harvester kompanije 1902. godine. Poreklom sa Blu Ridž planina u Virginiji, on i mnogi članovi njegove porodice postali su prominentni stanovnici Čikaga.
Makormiku se pridaju zaslge kao samostalnom izumitelju mehaničke žetelice. On je, međutim, bio jedan od nekoliko inženjera u projektnom timu koji je tokom 1830-ih proizveo uspešne modele. Njegovi napori su nadograđeni na više od dve decenije rada njegovog oca Roberta Makormika mlađeg, kao i na pomoći Džoa Andersona, roba u posedu njegove porodice. On je takođe uspešno razvio modernu kompaniju, sa proizvodnjom, marketingom i prodajnom službom za plasiranje svojih proizvoda.

## Rani život i karijera
Sajrus Hol Makormik je rođen 15. februara 1809. u Rafinu u Virdžiniji. Bio je najstarije od osmoro dece rođene u porodici pronalazača Roberta Makormika mlađeg (1780–1846) i Meri En „Poli“ Hol (1780–1853). Pošto je Sajrusov otac uvideo potencijal dizajna za mehaničku žetelicu, podneo je zahtev za patent da bi to proglasio sopstvenim izumom. Radio je 28 godina na mehaničkoj žetelici sa konjskom vučom, ali nikada nije uspeo da proizvede pouzdanu verziju.
Nadovezujući se na očeve godine razvoja, Sajrus je preuzeo projekat uz pomoć Džoa Andersona, porobljenog Afroamerikanca na plantaži Makormika. Nekoliko mašina zasnovanih na dizajnu Patrika Bela iz Škotske (koje nisu bile patentirane) bilo je dostupno u Sjedinjenim Državama tih godina. Belovu mašinu su gurali konji. Makormikov dizajn su vukli konji i presecali zrno sa jedne strane.
Sajrus Makormik je održao jednu od svojih prvih demonstracija mehaničke žetve u obližnjem selu Stils Tavern u Virdžiniji 1831. Tvrdio je da je razvio konačnu verziju žetelice za 18 meseci. Mladom Mekormiku je odobren patent za žetelicu 21. juna 1834, dve godine nakon što je dobio patent za samooštreći plug. Međutim, nijedan nije prodat, jer mašina nije mogla da podnese različite uslove rada.

## Aktivizam
Doživotni demokrata, pre Američkog građanskog rata, Makormik je objavljivao uvodnike u svojim novinama, The Chicago Times i Herald, pozivajući na pomirenje između nacionalnih sekcija. Njegovi stavovi, međutim, nisu bili popularni u njegovom usvojenom rodnom gradu. Iako je njegov izum pomogao u prehrani trupa Unije, Mekormik je verovao da Konfederacija neće biti poražena, te su on i njegova supruga ekstenzivno putovali po Evropi tokom rata. Makormik se neuspešno kandidovao za Kongres kao demokrata za Drugi kongresni okrug Ilinoisa sa platformom za mir 1864. godine, i bio je snažno poražen od republikanca Džona Ventvorta. Takođe je predložio mirovni plan koji bi uključio Arbitražni odbor. Posle rata, Makormik je pomogao u osnivanju Društva doline Misisipija, sa misijom da promoviše luke Nju Orleansa i Misisipija za evropsku trgovinu. Takođe je podržao napore da se Dominikanska Republika pripoji kao teritorija Sjedinjenih Država.
Poslednjih 20 godina svog života, Makormik je bio dobrotvor i član upravnog odbora Univerziteta Vašington i Li u svojoj rodnoj Virdžiniji. Njegov brat Liander je takođe donirao sredstva za izgradnju opservatorije na planini Džeferson, kojom upravlja Univerzitet Virdžinije i nazvana je Makormikova opservatorija.

## Kasniji život i smrt
Tokom poslednje četiri godine svog života, Makormik je postao invalid, nakon što mu je moždani udar paralisao noge; on nije mogao da hoda tokom poslednje dve godine. Preminuo je kod kuće u Čikagu 13. maja 1884. godine. Sahranjen je na groblju Grejslend. Za njim je ostala njegova udovica Neti, koja je nastavila sa svojim hrišćanskim i dobrotvornim aktivnostima, u Sjedinjenim Državama i inostranstvu, između 1890. i njene smrti 1923. godine, donirajući 8 miliona dolara (preko 160 miliona dolara u savremenim ekvivalentima) bolnicama, agencijama za katastrofe i humanitarnu pomoć, crkve, omladinske aktivnosti i obrazovne ustanove, i postaje vodeći dobrotvor aktivnosti prezbiterijanske crkve u to doba.

## Literatura
- Aldrich, Lisa A. (2002), Cyrus McCormick and the Mechanical Reaper, Morgan Reynolds Publishing, ISBN 978-1883846916.
- Lyons, Norbert (1955), The McCormick Reaper Legend: The True Story of a Great Invention, New York: Exposition Press, LCCN 55009405.
- Sobel, Robert (1974), „Cyrus Hall McCormick : From Farm Boy to Tycoon”, The Entrepreneurs: Explorations Within the American Business Tradition, New York: Weybright & Talley, стр. 41–72, ISBN 0-679-40064-8.
- Welch, Catherine A. (2007), Farmland Innovator: A Story About Cyrus McCormick, 21st Century, ISBN 978-0822568339.
- McCormick, Leander James (1896). Family Record and Biography. стр. 15. ISBN 9780608317670.
- „Thomas McCormick (1702-1762) - Find a Grave Memorial”. Find a Grave. Приступљено 27. 7. 2019.
- „Elizabeth Carruth McCormick (1705-1766) - Find a Grave Memorial”. Find a Grave. Приступљено 27. 7. 2019.
- Morrison, Heather S. (2015). Inventors of Food and Agriculture Technology (на језику: енглески). Cavendish Square Publishing, LLC. стр. 103. ISBN 9781502606648. Приступљено 4. 5. 2019.

## Spoljašnje veze
- U.S. Patent X8.277 Improvement in Machines for Reaping Small Grain: Cyrus H. McCormick, June 21, 1834
- Sajrus Makormik на веб-сајту Енциклопедија Британика (језик: енглески)
- Cyrus Hall McCormick на сајту Find a Grave (језик: енглески)
- „McCormick-Guggenheim-Morton-Medill family of Illinois”. The Political Graveyard. Архивирано из оригинала 01. 01. 2011. г. Приступљено 1. 1. 2011.
- „Our History”. McCormick-Argo Tractors S.p.A. Архивирано из оригинала 16. 12. 2012. г. Приступљено 10. 1. 2011.
- „Cyrus Hall McCormick”. Inventor profile. National Inventors Hall of Fame Foundation. Архивирано из оригинала 11. 4. 2011. г. Приступљено 10. 1. 2011.
- „Herbert Kellar Papers, 1817–1969 (Curator for the McCormick Historical Association)”. The Lemelson Center for the Study of Invention & Innovation.